# Comuna Bol, Split-Dalmația
Bol este o comună în cantonul Split-Dalmația, Croația, având o populație de 1.630 de locuitori (2011).

## Demografie
Componența etnică a comunei Bol
     Croați (95,15%)
     Sârbi (1,23%)
     Albanezi (1,17%)
     Necunoscut (0,61%)
     Neclasificat (1,23%)
Componența confesională a comunei Bol
     Catolici (88,4%)
     Fără religie și atei (3,74%)
     Musulmani (1,84%)
     Ortodocși (1,04%)
     Necunoscută (3,25%)
     Alte religii (1,72%)
Conform recensământului din 2011, comuna Bol avea 1.630 de locuitori. Din punct de vedere etnic, majoritatea locuitorilor (95,15%) erau croați, existând și minorități de sârbi (1,23%) și albanezi (1,17%). Apartenența etnică nu este cunoscută în cazul a 0,61% din locuitori. Din punct de vedere confesional, majoritatea locuitorilor (88,4%) erau catolici, existând și minorități de persoane fără religie și atei (3,74%), musulmani (1,84%) și ortodocși (1,04%). Pentru 3,25% din locuitori nu este cunoscută apartenența confesională.